# Susanna Risberg
Loke (Susanna) Risberg, född 2 oktober 1990 i Göteborg, är en svensk gitarrist och kompositör.
Loke Risberg spelar bland annat med Marit Bergman, och sin egen grupp Loke (Susanna) Risberg Trio. Tidigare har han har spelat med bland annat saxofonisten Magnus Lindgren, trumpetaren Peter Asplund, sångaren Svante Thuresson, popartisten Henric De La Cour samt Göteborgs Symfoniker. 
Han har studerat vid Berklee College of Music i Boston. Han är son till pianisten Erik Risberg.

## Priser och utmärkelser
- 2005 – Albin Hagströms Minnespris
- 2010 – Sten A Olssons kulturstipendium[2]
- 2015 – Jazzkatten som ”Årets nykomling”[3]

## Diskografi
I eget namn
- 2013 – Susanna Risberg Trio
- 2015 – Utfall
- 2018 – Vilddjur
- 2021 - Boiler Room
- Som sideman
- 2013 - Henric De La Cour: Mandrills
- 2016 - Marit Bergman:  Molnfabriken
- 2018 - John Holmström Om Tat Sat: Vivianne
- 2021 - Bear Garden:  Sunshine Fruit